# Marjorie Stapp
Pour les articles homonymes, voir Stapp.
Marjorie Stapp, née le 17 septembre 1921 à Little Rock en Arkansas et morte à Laguna Woods en Californie le 2 juin 2014 (à 92 ans), est une actrice de cinéma américaine. Ses films les plus connus sont The Blazing Trail en 1949, Indestructible Man en 1956, The Monster That Challenged the World en 1957 et Elmer Gantry le charlatan en 1960. 

## Filmographie

### Cinéma
- 1947 : Linda Be Good (non créditée)
- 1949 : Rimfire : Mary
- 1949 : Laramie
- 1949 : The Blazing Trail : Janet Masters
- 1949 : Je chante pour vous de Henry Levin : infirmière (non créditée)
- 1949 : Miss Grain de sel : rôle mineur (non créditée)
- 1949 : Crépuscule : la femme du voisin (créditée Margie Stapp)
- 1949 : C'est moi le papa : Peggy (non créditée)
- 1949 : The Adventures of Sir Galahad : la reine Guenièvre
- 1949 : Miss Grain de sel (Miss Grant Takes Richmond) de Lloyd Bacon
- 1950 : La Scandaleuse ingénue : rôle mineur (non créditée)
- 1950 : Rookie Fireman (non créditée)
- 1950 : Emergency Wedding : Mrs. Young (non créditée)
- 1952 : Le Piège d'acier (The Steel Trap) d'Andrew L. Stone
- 1953 : Sword of Venus : duchesse De Villefort
- 1953 : La Femme au gardénia : policière (non créditée)
- 1953 : Problem Girls : Bella
- 1953 : Port Sinister : technicienne
- 1953 : Meurtre prémédité (A Blueprint for Murder) d'Andrew L. Stone : infirmière (non créditée)
- 1953 : Épousez-moi : W.A.C (non créditée)
- 1954 : Je suis un aventurier : fille (non créditée)
- 1955 : Cellule 2455, couloir de la mort : Madeline (non créditée)
- 1955 : On ne joue pas avec le crime : fille (non créditée)
- 1955 : Le Témoin à abattre : Night Orderly (non créditée)
- 1956 : The Lieutenant Wore Skirts
- 1956 : Indestructible Man : la jeune femme hystérique
- 1956 : Terror at Midnight : serveuse (non créditée)
- 1956 : Bungalow pour femmes
- 1956 : The Werewolf : Min, la grande blonde
- 1956 : I've Lived Before : spectatrice (non créditée)
- 1956 : Scandal Incorporated : Alice Yoland
- 1956 : Le Diabolique M. Benton : la secrétaire de Cliff (non créditée)
- 1957 : Une arme pour un lâche : Rose
- 1957 : Kronos de Kurt Neumann : une infirmière
- 1957 : Le vengeur
- 1957 : The Monster That Challenged the World : Connie Blake
- 1957 : La Fille du Docteur Jekyll (Daughter of Dr. Jekyll) d'Edgar Georg Ulmer
- 1958 : Suicide Battalion : Beverly
- 1958 : The Girl Most Likely : grande blonde (non créditée)
- 1958 : L'Implacable Poursuite : Mrs. Ford (non créditée)
- 1959 : The Young Captives : victime blonde
- 1960 : Let No Man Write My Epitaph : Ruthie (non créditée)
- 1960 : Elmer Gantry le charlatan de Richard Brooks : la femme en rouge
- 1961 : La Bataille de Bloody Beach : Caroline Pelham
- 1962 : Fureur à l'ouest : grande blonde dansant dans le saloon (non créditée)
- 1963 : Le Téléphone rouge : Ann Morse (non créditée)

### Télévision
- 1950 - 1953 : Fireside Theatre (série télévisée) : 6 épisodes
- 1953 : Les Aventuriers du Far West (série télévisée) : (épisode Little Oscar's Millions)
- 1954 : The Joe Palooka Story (série télévisée) : Marge McGurn (épisode Come Out Fighting)
- 1954 - 1956 : I Led 3 Lives (série télévisée) : Elaine Walker (épisode Martyr) / Comrade Wanda Harris (épisode  The Mother in Law)
- 1955 : Le Choix de... (série télévisée) : Mrs. Raglund (épisode The Final Tribute)
- 1956 : Cheyenne (série télévisée) : Betty Baker (épisode West of the River)
- 1956 : The Charles Farrell Show (série télévisée) : Charlie's Secret Love
- 1956 : The George Burns and Gracie Allen Show (série télévisée) : Miss Hersch (épisode The Girl Behind the Perfume Counter)
- 1956 - 1958 : Badge 714 (série télévisée) : Norma Deveraeux (épisode The Big Fall Guy) / Claire Peterson (épisode The Big Bed)
- 1957 : Official Detective (série télévisée) : Mrs. Best (épisode Pork Pie Hat)
- 1957 : The Man Called X (série télévisée) : (épisode Gas Masks)
- 1957 : The Adventures of Ozzie and Harriet (série télévisée) : policière (épisode Mystery Shopper)
- 1957 : 26 Men (série télévisée) : Kit Thompson (épisode Incident at Yuma)
- 1958 : Harbor Command (série télévisée) : propriétaire (épisode The Witness)
- 1958 : The Life and Legend of Wyatt Earp (série télévisée) : Daisy (épisode It Had to Happen)
- 1958 : Highway Patrol (série télévisée) : Mary Curran (épisode Suicide)
- 1958 : Tales of the Texas Rangers (série télévisée) : Stacey Walker (épisode Ambush)
- 1959 : The Rebel (série télévisée) : Mabel (épisode In Memory of a Son)
- 1960 : The Tab Hunter Show (série télévisée) : (épisode One Blonde Too Many)
- 1960 : Dan Raven (série télévisée) : Manager (épisode The Satchel Man)
- 1960 : Dobie Gillis (série télévisée) : cliente (épisode  The Face That Stopped the Clock)
- 1960 : The Ann Sothern Show (série télévisée) : Miss Vogel (épisode Option Time)
- 1961 : 77 Sunset Strip (série télévisée) : Mitzi Martell (épisode The Corsican Caper)
- 1961 : Surfside 6 (série télévisée) : Goldie Locke (épisode Witness for the Defense)
- 1962 -1969 : My Three Sons (série télévisée) : Helen (épisode Blind Date) / Marge Crawford (épisode Two O'Clock Feeding)
- 1965 : For the People (série télévisée) : Audrey (épisode Between Candor and Shame)
- 1969 : The Brady Bunch (série télévisée) : Mrs. Engstrom (épisode Eenie, Meenie, Mommy, Daddy)
- 1987 : Les Roses rouges de l'Espoir (TV) : Matron
- 1988 : La loi est la loi (série télévisée) : la juge (épisode But Not for Me)
- 1988 : The Secret Life of Kathy McCormick (TV) : Clara
- 1989 : Code Quantum (série télévisée) : Betty Felcher (épisode Retour vers un futur, 4 août 1953)
- 1989 : Call from Space (court-métrage) : femme du futur
- 1991 : Columbo (série télévisée) : seconde femme (épisode Meurtre au champagne)